# Dorfkirche Wesendahl

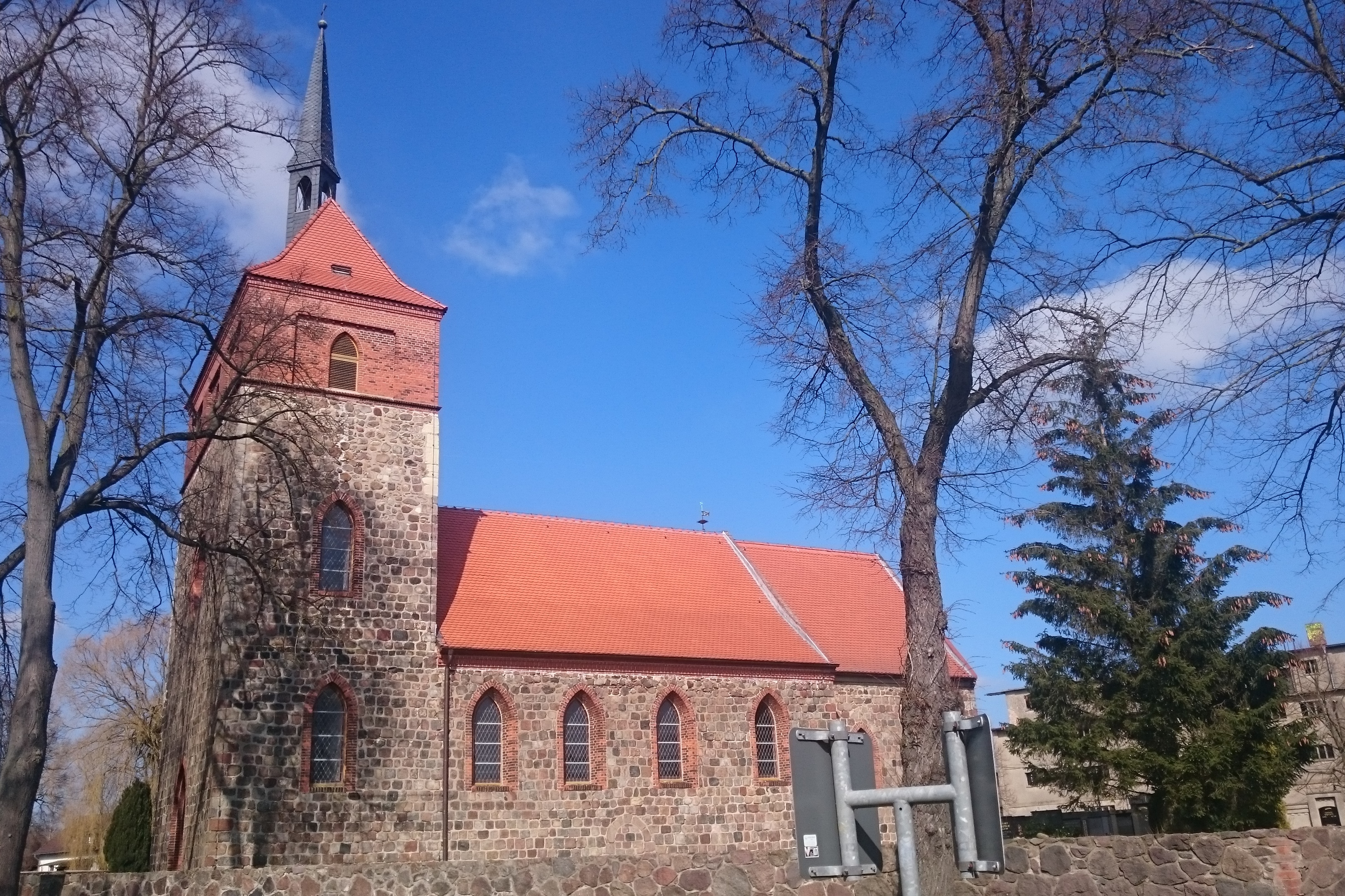
Dorfkirche Wesendahl

Die evangelische Dorfkirche Wesendahl ist eine spätromanische Feldsteinkirche in Wesendahl, einem Ortsteil der Stadt Altlandsberg im Landkreis Märkisch-Oderland im Land Brandenburg. Die Kirchengemeinde gehört zum Kirchenkreis Oderland-Spree der Evangelischen Kirche Berlin-Brandenburg-schlesische Oberlausitz.

## Lage
Die Dorfstraße führt von Nordwesten kommend v-förmig auf den historischen Dorfanger zu. Im Scheitelpunkt steht die Kirche nördlich der Straße auf einem Grundstück, das durch unbehauene und nicht lagig geschichtete Feldsteine eingefriedet wird.

## Geschichte
Der Ort wurde 1300 erstmals als Wesendale urkundlich erwähnt. Das genaue Baudatum des Sakralbaus ist zwar nicht bekannt, doch wurden im Landbuch Karls IV. aus dem Jahr 1375 vier Hufe für den Pfarrer genannt. Matthias Friske geht davon aus, dass das Bauwerk im 13. Jahrhundert entstand. Das Dehio-Handbuch bleibt unscharf und spricht lediglich von einem spätromanischen Bau, während die Gemeinde auf einer Informationstafel angibt, dass die Kirche in der zweiten Hälfte des 13. Jahrhunderts errichtet worden sei. Über die weitere Geschichte des Bauwerks ist nicht viel bekannt. Überliefert ist, dass der Ort im Jahr 1416 derer von Krummensee gehörte, mithin auch das Kirchenpatronat. Friedrich II. übergab es 1469 an das Berliner Domkapitel. Von dort gelangte es 1482 an die von Krummensee; im Jahr 1542 an Ebel von Krummensee. Verwaltungsrechtlich wurde Wesendahl seit 1459 von Strausberg aus verwaltet. Im Dreißigjährigen Krieg wurde die Apsis zerstört. In den Jahren 1736 und 1883 erfolgten Umbau- und Renovierungsarbeiten, zuletzt durch die spitzbogenförmige Vergrößerung der Fenster. Das Bauwerk überstand den Zweiten Weltkrieg weitgehend unbeschädigt. 1946 verfügte jedoch der Bürgermeister, die Dächer von Kirchenschiff und Turm abzudecken, um die Dachsteine für Reparaturarbeiten an anderen Gebäuden zu verwenden. Dadurch kam es zu einem fortschreitenden Verfall des Gebäudes, so dass die Kirche in den späten 1940er Jahren eine Ruine war. Die Kirchengemeinde nutzte den Chor als Behelfskirche. Erst weit nach der Wende wurde das Bauwerk in den Jahren 2001 bis 2010 mit Unterstützung eines Fördervereins wiederaufgebaut und restauriert. 2005 wurde das Dach des Kirchenschiffs erneuert. Stifter finanzierten die Fenster. Die Kirchenausstattung wurde dabei erneuert, wie auch der Turm mit Spitze und der Dachstuhl. Lediglich das Glockengeschoss stammt noch aus dem 19. Jahrhundert.

## Baubeschreibung

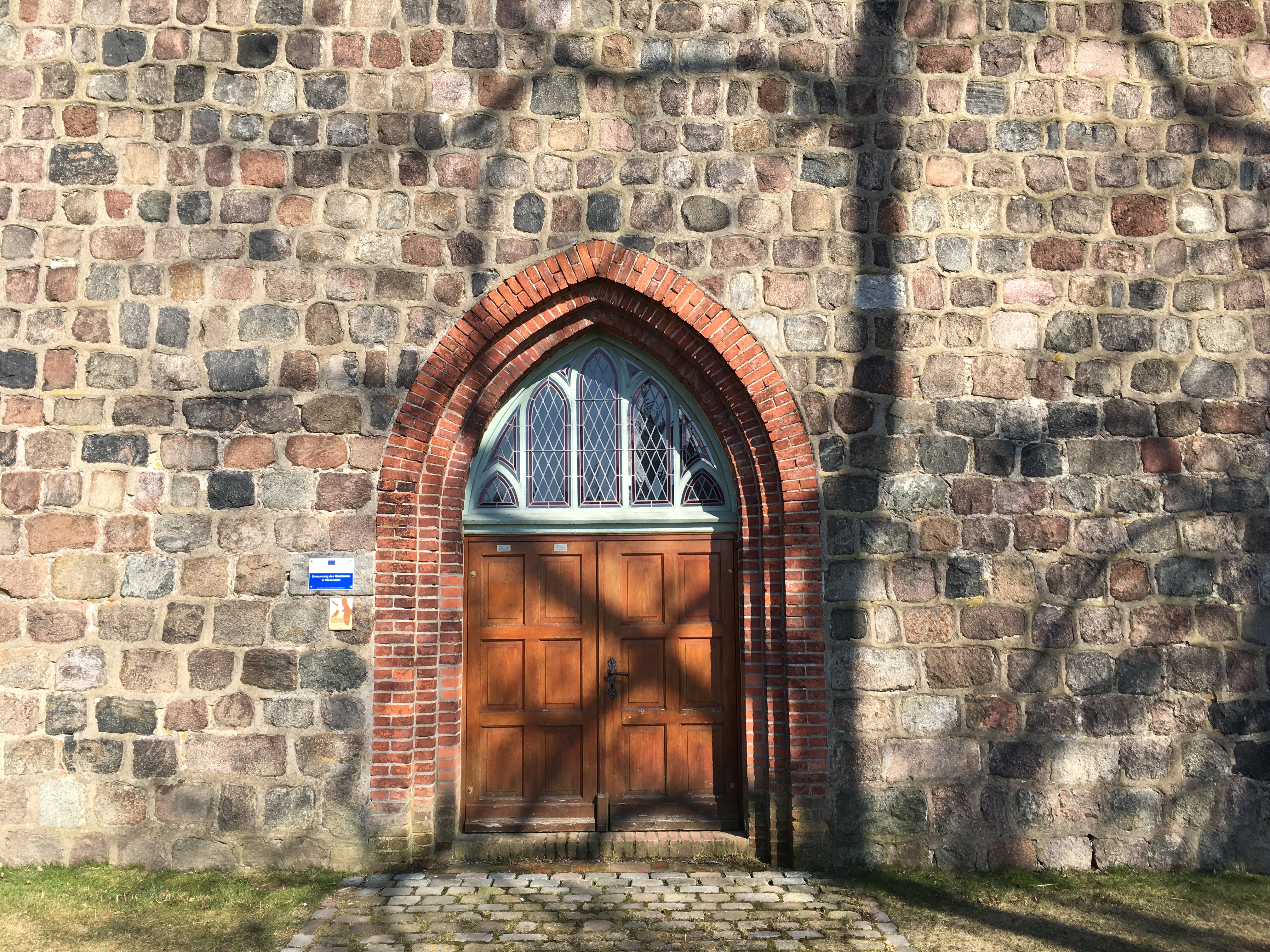
Westportal

Das Bauwerk wurde im Wesentlichen aus Feldsteinen errichtet, die im Chor quaderförmig behauen und lagig geschichtet wurden. An der Chorostseite ist der Übergang zur früheren Apsis verputzt. Darüber sind Ausbesserungsarbeiten aus unbehauenen und nicht lagig geschichteten Feldsteinen und Gesteinssplitter erkennbar. Dieselbe Baustruktur findet sich auch im Giebel. Dort ist mittig unterhalb des Dachfirsts eine kreuzförmige Öffnung. Es ist denkbar, dass dieses Bauteil zu einem früheren Zeitpunkt verbrettert oder verputzt war. An der Nord- und Südwand des Chors sind zwei spitzbogenförmige Fenster, deren Laibung mit rötlichem Mauerstein eingefasst ist. An der Nordwand ist am Übergang zum Kirchenschiff eine Priesterpforte. Der Chor ist 7,8 m lang und 9,3 m breit.
Das Kirchenschiff hat einen rechteckigen Grundriss mit den Maßen 14,6 m × 11,6 m. Die Steine sind hier ebenfalls gequadert und weitgehend lagig geschichtet. Am Übergang zur Dachtraufe sind vereinzelt kleinere Steine verbaut. Darüber ist ein umlaufender Zahnfries aus rötlichem Mauerstein. Über die gesamte Fassadenbreite sind an der Nord- und Südseite je vier große Spitzbogenfenster. In der Mitte ist an der Nordseite eine rundbogenförmige Pforte, vermutlich die frühere Gemeindepforte. An der Südseite ist eine zugesetzte Pforte. Chor und Kirchenschiff sind mit einem schlichten Satteldach aus Biberschwanz eingedeckt.
Der Westturm ist querrechteckig und nimmt die volle Breite des Kirchenschiffs auf. Er ist 6 m lang. An der Westseite ist mittig ein großes und spitzbogenförmiges, dreifach getrepptes Portal aus rötlichem Mauerstein. Darüber ist eine große, vermauerte Rundblende aus dem 19. Jahrhundert. An der Nord- und Südseite sind je zwei übereinander angeordnete Spitzbogenfenster. Oberhalb des zweiten Fensters sind erhebliche Ausbesserungsarbeiten im Mauerwerk erkennbar. Darüber ist ein umlaufendes Gesims, auf das das Glockengeschoss folgt. Es wurde im 19. Jahrhundert aus rötlichen Mauersteinen errichtet. An der West- und Ostseite sind drei, an der Nord- und Südseite jeweils eine rechteckige Blende, in die jeweils eine spitzbogenförmige Klangarkade eingelassen ist. Darauf sitzt ein geknicktes Walmdach mit einem Turmhelm, Turmkugel und Kreuz.

## Ausstattung
Die ursprüngliche Kirchenausstattung ist nicht mehr vorhanden. Aus dem Jahr 1542 ist beispielsweise ein Kelch überliefert, aus dem Jahr 1600 die entsprechende Patene, zwei Messingleuchter, eine Kasel aus Damast sowie ein Messbuch. Ebenso fehlt ein Stipes sowie eine Wandmalerei, von der 1925 noch berichtet wurde. Nach 1947 gingen zwei Gemälde verloren, darunter eines aus dem Jahr 1568, das Hans von Krummensee mit seiner Frau Marie von Borgsdorf zeigte.
Aus der Konkursmasse des Palastes der Republik erwarb die Kirchengemeinde 100 Sessel, die seither als Kirchengestühl dienen.
Das Kirchenschiff besaß ursprünglich eine flache Decke; der Chor ein kuppelartiges Kreuzrippengewölbe. Der rundbogige Triumphbogen ist mit Kämpfern profiliert. Im Turm ist ein Tonnengewölbe zu zwei Dritteln erhalten geblieben.
Im Turm hängt eine Glocke aus der zweiten Hälfte des 13. Jahrhunderts. Sie hat einen Durchmesser von 77 cm und die Inschrift: „LVCAS * MARCVS * IohANES * MAtheVS“. Da sie für ein Bauwerk dieser Größe vergleichsweise klein ist, vermutet Matthias Friske, dass es sich um den Rest eines umfangreicheren Geläuts handelt.